# Schefflera polyandra
Schefflera polyandra är en araliaväxtart som beskrevs av Henry Nicholas Ridley. Schefflera polyandra ingår i släktet Schefflera och familjen araliaväxter. Inga underarter finns listade.